# Il Mereghetti
Il Mereghetti. Dizionario dei film è un dizionario enciclopedico di cinema curato dal critico Paolo Mereghetti e pubblicato da Baldini+Castoldi.

## Storia
Edito per la prima volta nel 1993 da Baldini+Castoldi con la denominazione Dizionario dei film, ogni scheda presenta titolo, provenienza, anno, durata, regia, interpreti, il riassunto e l'analisi critica, accompagnati dal giudizio di valore: le stellette, da 1 a un massimo di 4. Per ogni nuovo aggiornamento Mereghetti si avvale di un cospicuo numero di collaboratori: tra i primi, Goffredo Fofi, Gianni Amelio, Roberto Nepoti, fino a Filippo Mazzarella, Alberto Libera, Roberto Manassero, Pier Maria Bocchi, Alberto Pezzotta, Roberto Curti, Alessandro Stellino e Carlo Alberto Amadei.
Nel novembre 2013 fu pubblicata la decima edizione, la quale constava di 6000 pagine ripartite in tre volumi (due dei quali dedicati a 28.000 schede di film e il terzo agli indici degli attori, dei registi e dei titoli originali): la copertina presenta un primo piano di Robert Redford e Paul Newman in una scena tratta dal film Butch Cassidy, di George Roy Hill.
A 25 anni dalla prima, esce la dodicesima edizione, nel dicembre 2018. Riveduto e aggiornato, il Mereghetti, un cofanetto mastodontico in tre volumi, consta di quasi ottomila pagine, frutto della collaborazione con Filippo Mazzarella, Roberto Curti, Roberto Manassero, Pier Maria Bocchi, Alessandro Stellino, Carlo Alberto Amadei, Alberto Pezzotta, Giacomo Calzoni, Alex Poltronieri, Daniela Persico.
Nel novembre 2020, esce la nuova edizione de Il Mereghetti: con quasi trentatremila schede di film, consta di 6680 pagine, più altre 2164 di indici, filmografie di attori e registi, titoli originali delle opere. L'edizione del trentennale è aggiornata al settembre 2022: pubblicata il 29 novembre 2022, consta di quasi diecimila pagine e circa trentacinquemila schede, risultato della collaborazione con Filippo Mazzarella, Alberto Libera, Roberto Curti, Roberto Manassero, Andrea Pirruccio, Chiara Borroni, Alex Poltronieri, Giacomo Calzoni, Nicolò Vigna, Alberto Pezzotta, Emanuele Sacchi e Carlo Alberto Amadei.

## Edizioni
- Dizionario dei film, Milano, Baldini & Castoldi, 1993, ISBN 88-85988-97-0.
- Dizionario dei film italiani, Roma, Video Club Luce - Video Rai, 1994. (2 volumi)
- Dizionario dei film 1996, Milano, Baldini & Castoldi, 1995, ISBN 978-88-85987-99-9.
- Dizionario dei film. Aggiornamento 1996-1997, Milano, Baldini & Castoldi, 1996, ISBN 978-88-8089-189-5.
- Paolo Mereghetti, Dizionario dei film 1998, Milano, Baldini & Castoldi, 1997, ISBN 978-88-8089-195-6.
- Il Mereghetti. Dizionario dei film 2000, Milano, Baldini & Castoldi, 1999, ISBN 978-88-8089-718-7.
- Paolo Mereghetti, Il Mereghetti. Dizionario dei film 2002, 2 voll., Milano, Baldini & Castoldi, 2001, ISBN 978-88-8490-087-6.
- Il Mereghetti. Dizionario dei film 2004, 2 voll., Milano, Baldini & Castoldi, 2003, ISBN 978-88-8490-419-5.
- Il Mereghetti. Dizionario dei film 2006, 2 voll., Milano, Baldini & Castoldi, 2005, ISBN 978-88-8490-778-3.[3]
- Il Mereghetti. Dizionario dei film 2008, 3 voll., Milano, Baldini & Castoldi, 2007, ISBN 978-88-6073-186-9.
- Il Mereghetti. Dizionario dei film 2011, 3 voll., Milano, Baldini & Castoldi, 2010, ISBN 978-88-6073-626-0.
- Il Mereghetti. Dizionario dei film 2014, 3 voll., Milano, Baldini & Castoldi, 2013, ISBN 978-88-6852-058-8.[4]
- Il Mereghetti. Dizionario dei film 2017, 2 voll., Milano, Baldini & Castoldi, 2016, ISBN 978-88-6852-947-5.
- Il Mereghetti. Dizionario dei film 2019, 3 voll., Milano, Baldini & Castoldi, 2018, ISBN 978-88-9388-138-8.
- Il Mereghetti. Dizionario dei film 2021, 3 voll., Collana Le boe, Milano, Baldini & Castoldi, 2020,  p. 9920, ISBN 978-88-9388-341-2.
- Il Mereghetti. Dizionario dei film. Edizione del trentennale 1993-2023, 3 voll., Milano, Baldini+Castoldi, 2022, ISBN 979-12-549-4003-7.

## Immagini di copertina delle varie edizioni
- Edizione del 1993: sfondo blu con titolo e perforazione della pellicola 35mm rappresentata sul lato destro
- Edizione del 1996: Orson Welles nel suo La signora di Shanghai insieme a Rita Hayworth
- Edizione del 1998: Marilyn Monroe e Tony Curtis in A qualcuno piace caldo di Billy Wilder
- Edizione del 2000: Tom Cruise e Nicole Kidman in Eyes Wide Shut di Stanley Kubrick
- Edizione del 2002: Rita Hayworth in Gilda di Charles Vidor
- Edizione del 2004: Alberto Sordi in Un americano a Roma di Steno
- Edizione del 2006: Totò in Uccellacci e uccellini di Pier Paolo Pasolini
- Edizione del 2008: Vittorio De Sica e Gina Lollobrigida in Pane, amore e gelosia di Luigi Comencini
- Edizione del 2011: Marcello Mastroianni e Anita Ekberg in La dolce vita di Federico Fellini
- Edizione del 2014: Robert Redford e Paul Newman in Butch Cassidy di George Roy Hill
- Edizione del 2017: Ettore Scola sul set del suo La famiglia
- Edizione del 2019: Sophia Loren, con uno sguardo giovanile profondo in bianco e nero
- Edizione del 2021: Dart Fener di Guerre stellari
- Edizione del trentennale 1993-2023: Marilyn Monroe